# Serment de Galien
Le serment de Galien (ou serment des apothicaires) est un texte prononcé par tout étudiant en pharmacie à la fin de la soutenance de sa thèse d'exercice. Le serment de Galien s'inspire du serment d'Hippocrate, prêté quant à lui par les futurs médecins encore aujourd'hui. Le serment de Galien aurait été transformé en « serment des apothicaires », texte composé en 1608 en latin par Jean de Renou, ancien médecin du roi Henri III, puis traduit en français par le médecin lyonnais Louis de Serres en 1624. C'est une version modernisée du texte du XVIIe siècle que les étudiants prononcent maintenant.

## Serment des apothicaires
« Le Serment Des Apothicaires chrétiens et craignant Dieu.
Je jure et promets devant Dieu, Auteur et Créateur de toutes choses, unique en essence et distingué en trois Personnes éternellement bienheureuses, que j'observerai de point en point tous ces articles suivants.
Et premièrement je jure et promets de vivre et mourir en la foi chrétienne.
- d'aimer et d'honorer mes parents le mieux qu'il me sera possible.
- d'honorer, respecter et faire service, en tant qu'en moi sera, non seulement aux Docteurs, Médecins qui m'auront instruit en la connaissance des préceptes de la Pharmacie, mais aussi à mes Précepteurs et Maîtres-Pharmaciens sous lesquels j'aurai appris mon métier.
- de ne médire d'aucun de mes Anciens Docteurs, Maîtres-Pharmaciens ou autres, quels qu'ils soient.
- de rapporter tout ce qui me sera possible pour l'honneur, la gloire, l'ornement et la majesté de la Médecine.
- de n'enseigner point aux idiots et ingrats les secrets et raretés d'icelle.
- de ne faire rien témérairement sans avis de Médecin, ou sous espérance de lucre tant seulement.
- de ne donner aucun médicament purgatif aux malades affligés de quelque maladie aiguë, que premièrement je n'aie pris conseil de quelque docte Médecin.
- de ne toucher aucunement aux parties honteuses et défendues des femmes, que ce ne soit par grande nécessité, c'est-à-dire lorsqu'il sera question d'appliquer dessus quelque remède.
- de ne découvrir à personne les secrets qu'on m'aura fidèlement commis.
- de ne donner jamais à boire aucune sorte de poison à personne et ne conseiller jamais à aucun d'en donner, non pas même à ses plus grands ennemis.
- de ne donner jamais à boire aucune potion abortive.
- de n'essayer jamais de faire sortir le fruit hors du ventre de sa mère, en quelque façon que ce soit, que ce ne soit par avis du Médecin.
- d'exécuter de point en point les ordonnances des Médecins sans y ajouter ou diminuer, en tant qu'elles seront faites selon l'Art.
- de ne me servir jamais d'aucun succédané ou substitut sans le conseil de quelqu'autre plus sage que moi.
- de désavouer et fuir comme la peste la façon de pratiquer scandaleuse et totalement pernicieuse, de laquelle se servent aujourd'hui les charlatans empiriques et souffleurs d'alchimie, à la grande honte des Magistrats qui les tolèrent.
- de donner aide et secours indifféremment à tous ceux qui m'emploieront.
- Et finalement de ne tenir aucune mauvaise et vieille drogue dans ma boutique.

Le Seigneur me bénisse toujours, tant que j'observerai ces choses. »

## Serment moderne
« Je jure, en présence des maîtres de la faculté, des
conseillers de l’ordre des pharmaciens et de mes
condisciples :

D’honorer ceux qui m’ont instruit dans les préceptes de
mon art et de leur témoigner ma reconnaissance en restant
fidèle à leur enseignement ;

D’exercer, dans l’intérêt de la santé publique, ma
profession avec conscience et de respecter non seulement
la législation en vigueur, mais aussi les règles de
l’honneur, de la probité et du désintéressement ;

De ne jamais oublier ma responsabilité et mes devoirs
envers le malade et sa dignité humaine.

En aucun cas, je ne consentirai à utiliser mes
connaissances et mon état pour corrompre les mœurs et
favoriser des actes criminels.

Que les Hommes m’accordent leur estime si je suis fidèle à
mes promesses.
Que je sois couvert d’opprobre et méprisé de mes confrères
si j’y manque. »

## Obligations légales
En France, même s'il est toujours prêté par les pharmaciens à la fin de la soutenance de leur thèse d'exercice, ou lors de cérémonies spécifiques, il n'a aucune valeur juridique. En revanche, un code de déontologie des pharmaciens existe et est intégré au Code de la santé publique.